# Fernando del Paso
Fernando del Paso Morante (1. dubna 1935, Ciudad de México – 14. listopadu 2018) byl mexický spisovatel, básník, laureát Cervantesovy ceny za rok 2015. Je již v pořadí šestým mexickým spisovatelem, který tuto cenu obdržel.

## Biografie
Vystudoval na Mexické národní autonomní univerzitě (UNAM) biologii a ekonomii.

## Literární dílo
Španělský ministr kultury a školství řekl v roce 2015 k jeho vítězství následující:
„Cenu Miguela de Cervantese získal Fernando del Paso za přínos k rozvoji románu. Kombinuje tradici a moderní dobu stejně jako to dělal i Cervantes. Podle poroty jeho knihy znovu oživují zásadní okamžiky mexické historie a zevšeobecňují je.“

Iñigo Mendez de Vigo, španělský ministr školství a kultury (2015)

### České překlady
Žádné z jeho děl nebylo prozatím do češtiny přeloženo.